# Élections législatives de 2007 dans les Hautes-Pyrénées
Les élections législatives françaises de 2007 se déroulent les 10 juin et 17 juin 2007. Dans le département dans les Hautes-Pyrénées, trois députés sont à élire dans le cadre de trois circonscriptions.

## Élus
| Circonscription | Député sortant        | Parti | Parti | Député élu ou réélu   | Parti | Parti |
| --------------- | --------------------- | ----- | ----- | --------------------- | ----- | ----- |
| 1re             | Pierre Forgues        |       | PS    | Pierre Forgues        |       | PS    |
| 2e              | Chantal Robin-Rodrigo |       | PRG   | Chantal Robin-Rodrigo |       | PRG   |
| 3e              | Jean Glavany          |       | PS    | Jean Glavany          |       | PS    |

## Résultats

### Résultats à l'échelle du département
| Parti                                               | Parti                             | Premier tour | Premier tour | Second tour | Second tour | Sièges |
| Parti                                               | Parti                             | Voix         | %            | Voix        | %           | Sièges |
| --------------------------------------------------- | --------------------------------- | ------------ | ------------ | ----------- | ----------- | ------ |
|                                                     | Parti socialiste                  | 27 668       | 24,74        | 42 565      | 38,16       | 2      |
|                                                     | Parti radical de gauche           | 16 356       | 14,63        | 23 075      | 20,69       | 1      |
|                                                     | Parti communiste français         | 5 904        | 5,28         |             |             | 0      |
|                                                     | Les Verts                         | 2 664        | 2,38         | 0           |             |        |
|                                                     | Divers gauche                     | 2 012        | 1,80         | 0           |             |        |
|                                                     | Gauche parlementaire              | 54 604       | 48,83        | 65 640      | 58,85       | 2      |
|                                                     |                                   |              |              |             |             |        |
|                                                     | Union pour un mouvement populaire | 34 603       | 30,94        | 45 890      | 41,15       | 0      |
|                                                     | Divers droite                     | 651          | 0,58         |             |             | 0      |
|                                                     | Majorité présidentielle           | 35 254       | 31,52        | 45 890      | 41,15       | 0      |
|                                                     |                                   |              |              |             |             |        |
|                                                     | UDF–Mouvement démocrate           | 12 580       | 11,25        |             |             | 0      |
|                                                     | Extrême gauche dont LCR et LO     | 4 207        | 3,76         | 0           |             |        |
|                                                     | Front national                    | 3 053        | 2,73         | 0           |             |        |
|                                                     | Mouvement écologiste indépendant  | 948          | 0,85         | 0           |             |        |
|                                                     | Divers                            | 623          | 0,56         | 0           |             |        |
|                                                     | Mouvement national républicain    | 565          | 0,51         | 0           |             |        |
|                                                     |                                   |              |              |             |             |        |
| Inscrits                                            | Inscrits                          | 176 662      | 100,00       | 176 743     | 100,00      | 3      |
| Abstentions                                         | Abstentions                       | 62 207       | 35,21        | 60 531      | 34,25       |        |
| Votants                                             | Votants                           | 114 455      | 64,79        | 116 212     | 65,75       |        |
| Blancs et nuls                                      | Blancs et nuls                    | 2 621        | 2,29         | 4 682       | 4,03        |        |
| Exprimés                                            | Exprimés                          | 111 834      | 97,71        | 111 530     | 95,97       |        |
| Source : Ministère de l'Intérieur - Hautes-Pyrénées |                                   |              |              |             |             |        |

### Résultats par circonscription

#### Première circonscription (Bagnères-de-Bigorre)
| Candidat       | Candidat                     | Parti          | Premier tour | Premier tour | Second tour | Second tour |  |
| Candidat       | Candidat                     | Parti          | Voix         | %            | Voix        | %           |  |
| -------------- | ---------------------------- | -------------- | ------------ | ------------ | ----------- | ----------- |  |
|                | Pierre Forgues sortant réélu | PS             | 14 121       | 37,59        | 22 465      | 60,77       |  |
|                | Monique Lamon                | UMP            | 9 140        | 24,33        | 14 505      | 39,23       |  |
|                | Rolland Castells             | UDF–MoDem      | 5 745        | 15,29        |             |             |  |
|                | Louis Lages                  | Divers gauche  | 2 012        | 5,36         |             |             |  |
|                | Erick Barrouquère-Theil      | PCF            | 1 996        | 5,31         |             |             |  |
|                | Christiane Alias             | LCR            | 1 239        | 3,3          |             |             |  |
|                | Cathy Chateau                | Les Verts      | 996          | 2,65         |             |             |  |
|                | Christiane Fourcade          | FN             | 876          | 2,33         |             |             |  |
|                | Thierry Delattre             | MÉI            | 404          | 1,08         |             |             |  |
|                | Sandrine Raffel              | Divers         | 362          | 0,96         |             |             |  |
|                | Claire Cheminade             | NC             | 257          | 0,68         |             |             |  |
|                | Maria Saez                   | LO             | 238          | 0,63         |             |             |  |
|                | Louise Garnier               | MNR            | 180          | 0,48         |             |             |  |
|                |                              |                |              |              |             |             |  |
| Inscrits       | Inscrits                     | Inscrits       | 60 116       | 100,00       | 60 111      | 100,00      |  |
| Abstentions    | Abstentions                  | Abstentions    | 21 442       | 35,67        | 21 090      | 35,09       |  |
| Votants        | Votants                      | Votants        | 38 674       | 64,33        | 39 021      | 64,91       |  |
| Blancs et nuls | Blancs et nuls               | Blancs et nuls | 1 108        | 2,86         | 2 051       | 5,26        |  |
| Exprimés       | Exprimés                     | Exprimés       | 37 566       | 97,14        | 36 970      | 94,74       |  |

#### Deuxième circonscription (Tarbes - Lourdes)
| Candidat       | Candidat                              | Parti          | Premier tour | Premier tour | Second tour | Second tour |  |
| Candidat       | Candidat                              | Parti          | Voix         | %            | Voix        | %           |  |
| -------------- | ------------------------------------- | -------------- | ------------ | ------------ | ----------- | ----------- |  |
|                | Chantal Robin-Rodrigo sortante réélue | PRG (PS)       | 16 356       | 39,78        | 23 075      | 55,17       |  |
|                | Gérard Trémège                        | UMP            | 15 688       | 38,16        | 18 754      | 44,83       |  |
|                | Jean Casteran                         | UDF–MoDem      | 3 620        | 8,81         |             |             |  |
|                | Carole Barbe                          | PCF            | 1 252        | 3,05         |             |             |  |
|                | Christian Zueras                      | LCR            | 1 120        | 2,72         |             |             |  |
|                | Nicole Laborde                        | FN             | 1 105        | 2,69         |             |             |  |
|                | Michèle Gaspalou                      | Les Verts      | 717          | 1,74         |             |             |  |
|                | Albert Danjau                         | MÉI            | 544          | 1,32         |             |             |  |
|                | François Meunier                      | LO             | 280          | 0,68         |             |             |  |
|                | Robert Romanelli                      | Divers         | 261          | 0,63         |             |             |  |
|                | Dominique Fèvre                       | MNR            | 170          | 0,41         |             |             |  |
|                | Brahim El Batbouti                    | Divers gauche  | 0            | 0            |             |             |  |
|                |                                       |                |              |              |             |             |  |
| Inscrits       | Inscrits                              | Inscrits       | 63 116       | 100,00       | 63 202      | 100,00      |  |
| Abstentions    | Abstentions                           | Abstentions    | 21 159       | 33,52        | 20 088      | 31,78       |  |
| Votants        | Votants                               | Votants        | 41 957       | 66,48        | 43 114      | 68,22       |  |
| Blancs et nuls | Blancs et nuls                        | Blancs et nuls | 844          | 2,01         | 1 285       | 2,98        |  |
| Exprimés       | Exprimés                              | Exprimés       | 41 113       | 97,99        | 41 829      | 97,02       |  |

#### Troisième circonscription (Tarbes - Vic-en-Bigorre)
| Candidat       | Candidat                   | Parti          | Premier tour | Premier tour | Second tour | Second tour |  |
| Candidat       | Candidat                   | Parti          | Voix         | %            | Voix        | %           |  |
| -------------- | -------------------------- | -------------- | ------------ | ------------ | ----------- | ----------- |  |
|                | Jean Glavany sortant réélu | PS             | 13 547       | 40,86        | 20 100      | 61,41       |  |
|                | Christine Rabaud-Carrié    | UMP            | 9 775        | 29,48        | 12 631      | 38,59       |  |
|                | Anne-Marie Fourcade        | UDF–MoDem      | 3 215        | 9,70         |             |             |  |
|                | Marie-Pierre Vieu          | PCF            | 2 656        | 8,01         |             |             |  |
|                | Sylvie Bénesty             | LCR            | 1 077        | 3,25         |             |             |  |
|                | Pierre Rey                 | FN             | 1 072        | 3,23         |             |             |  |
|                | Henri Lourdou              | Les Verts      | 951          | 2,87         |             |             |  |
|                | Catherine Broussot-Morin   | NC             | 394          | 1,19         |             |             |  |
|                | Vincent Combes             | LO             | 253          | 0,76         |             |             |  |
|                | Lucette Salanié            | MNR            | 215          | 0,65         |             |             |  |
|                |                            |                |              |              |             |             |  |
| Inscrits       | Inscrits                   | Inscrits       | 53 430       | 100,00       | 53 430      | 100,00      |  |
| Abstentions    | Abstentions                | Abstentions    | 19 606       | 36,69        | 19 353      | 36,22       |  |
| Votants        | Votants                    | Votants        | 33 824       | 63,31        | 34 077      | 63,78       |  |
| Blancs et nuls | Blancs et nuls             | Blancs et nuls | 669          | 1,98         | 1 346       | 3,95        |  |
| Exprimés       | Exprimés                   | Exprimés       | 33 155       | 98,02        | 32 731      | 96,05       |  |